# Autoba curvata
Autoba curvata är en fjärilsart som beskrevs av Lucas 1894. Autoba curvata ingår i släktet Autoba och familjen nattflyn. Inga underarter finns listade i Catalogue of Life.